# Estymacja punktowa
Estymacja punktowa – grupa metod statystycznych, służąca do punktowego oszacowania wartości szukanego parametru rozkładu. Punktowe oszacowanie oznacza tutaj, że uzyskujemy konkretną wartość liczbową, nie zaś przedział liczbowy, jak dzieje się to w przypadku estymacji przedziałowej.
Metody estymacji punktowej sprowadzają się do wyznaczenia odpowiednią metodą estymatora szacowanego parametru. 